# 호찌민시 텔레비전
호찌민시 텔레비전(베트남어: Đài Truyền hình Thành phố Hồ Chí Minh, HTV)은 호찌민시 인민위원회에 소속된 베트남의 텔레비전 방송국이다.

## 같이 보기
- 베트남 텔레비전 (THVN, 베트남 공화국)
- 베트남 텔레비전 (VTV)